# Magnus liber

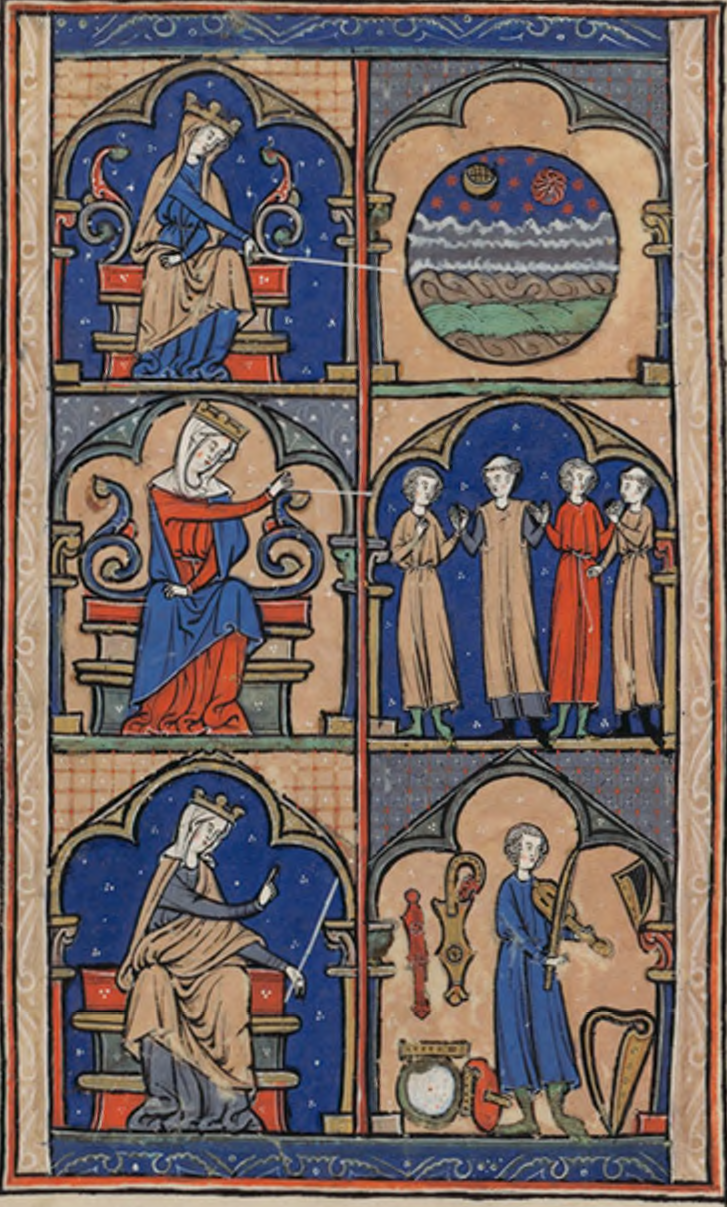
Magnus Liber Organi

*El Magnus liber o Magnus liber organi es un manuscrito de música medieval que contiene piezas de órganum. El nombre completo del libro es Magnus liber organi de graduali et antiphonario pro servitio divino. Fue escrito durante el siglo XII y principios del XIII. Sus composiciones son atribuidas a los maestros de la Escuela de Notre Dame, entre los que se encuentran Léonin y su sucesor Pérotin (conocemos estos nombres gracias a un estudiante de la Universidad de París conocido como Anónimo IV).
El Magnus liber constituye un paso en la evolución desde el canto llano hasta la intrincada polifonía de finales del siglo XIII y XIV (véanse Guillaume de Machaut y Ars nova).
El manuscrito contiene treinta y tres trabajos para la misa y trece piezas para las horas y su música fue utilizada en la liturgia durante las festividades a través de todo el año litúrgico.

## Manuscritos supervivientes
El Magnus Liber organi probablemente se originó en París y hoy se conoce sólo por unos pocos manuscritos y fragmentos que han sobrevivido, y hay registros de al menos diecisiete versiones perdidas. Hoy en día su contenido se puede inferir de los tres manuscritos principales que han sobrevivido:
- Manuscrito de Florencia [F] (I-Fl Pluteo 29.1, Biblioteca Medicea-Laurenziana, Florencia) 1.023 composiciones | 1250 d. C.[1]
- Wolfenbüttel 677 [W1] (Wolfenbüttel Cod. Guelf. Helmst. 677) Saint Andrews, Escocia | 1250 d. C.[1]
- Wolfenbüttel 1099 [W2] (Wolfenbüttel Cod. Guelf. Helmst 1099) Manuscrito francés | después de 1250 d. C.[1]

Estos tres manuscritos son posteriores al Magnus Liber original, pero un estudio cuidadoso ha revelado muchos detalles sobre su origen y desarrollo. "Las pruebas de los manuscritos perdidos de Notre Dame, incluidos los nombres de sus propietarios, son realmente abundantes".
Heinrich Husmann resume que "estos manuscritos, por tanto, ya no representan el estado original del Magnus Liber, sino formas ampliadas del mismo, que difieren entre sí. De hecho, estos manuscritos encarnan diferentes desarrollos estilísticos del propio Magnus Liber, especialmente en el campo de composición mencionado por el Anónimo IV, la cláusula. Así lo demuestran las diferentes versiones de las partes del discantus". Husmann señala también que la comparación del repertorio contenido en los tres manuscritos muestra que "hay un gran número de piezas comunes a las tres fuentes" y que "la actitud más razonable es, obviamente, considerar las piezas comunes a las tres fuentes como el cuerpo original, en consecuencia, como el verdadero Magnus Liber organi".